# Гойзенштамм
Гойзенштамм (нім. Heusenstamm) — громада в Німеччині, знаходиться в землі Гессен. Підпорядковується адміністративному округу Дармштадт. Входить до складу району Оффенбах.
Площа — 19,03 км2. Населення становить 18 960 ос. (станом на 31 грудня 2020).